# Nesselzelle

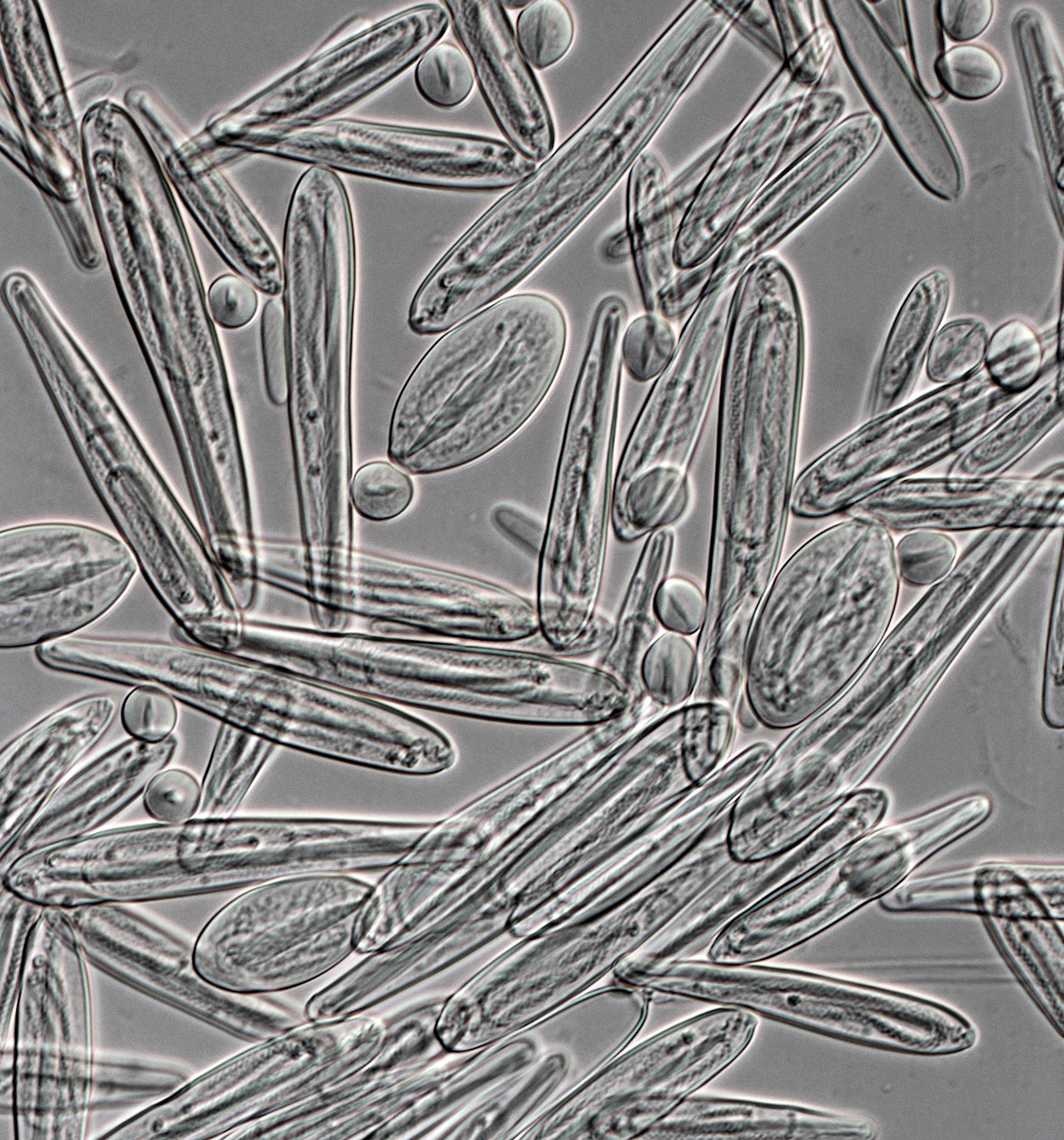
Lichtmikroskopische Aufnahme von Nematocyten, die von Tentakeln von Chironex fleckeri isoliert wurden (400fache Vergrößerung)

Die Nesselzellen, auch als Nematocyten oder Cnidocyten bezeichnet, sind ein spezieller Zelltyp, der ausschließlich bei den Nesseltieren (Cnidaria) zu finden ist. Es handelt sich dabei um Zellen, die in der äußeren Schicht (Epidermis) der Tiere eingebettet sind und zum Beutefang oder zur Abwehr von Feinden oder Konkurrenten eingesetzt werden können. Bei Reizung wird ein Nesselschlauch ausgeschleudert, der häufig ein hochwirksames Gift in das Opfer injiziert. Obwohl sie bei Menschen in der Regel nur Reizungen der Haut und leichtere Verbrennungen auslösen, sind die Nesselgifte einiger Arten so wirksam, dass sie zum Zusammenbruch des Herz-Kreislauf-Systems und somit zum Tode führen können.

## Lage
Die Anordnung der Zellen auf dem Körper der Tiere ist nicht gleichmäßig. In der Außenhaut, der Epidermis, finden sich Nesselzellen auf allen Strukturen, die zum Beutefang oder zur Verteidigung eingesetzt werden, in besonders hoher Dichte – man nennt diese Ansammlungen dann auch Batterien. Sie sitzen in erster Linie auf den Tentakeln, aber auch auf speziellen Strukturen: Dazu zählen etwa die Acontia der Seeanemonen (Actinaria), die normalerweise als feine Fäden im Körperhohlraum, dem Coelenteron, liegen, aber bei Gefahr durch kleine Öffnungen desselben, die Cincliden, nach außen geschleudert werden. Seeanemonen besitzen darüber hinaus zur Verteidigung gegen genetisch fremde Artgenossen Acrorhagi, fadenförmige Strukturen, die unterhalb der echten Tentakel liegen und als Waffe eingesetzt werden – nach einem Acrorhagi-Duell zieht sich die unterlegene Anemone meist mit erheblichen Gewebeschäden zurück. Steinkorallen (Scleractinia) haben zwar weder Acontia noch Acrorhagi, können aber Nesselzellen tragende Bänder, die auf den Scheidewänden des Coelenterons sitzen, nach außen ausstülpen und zum Beutefang und zur externen Verdauung einsetzen. Bei den Hydrozoen (Hydrozoa) gibt es spezialisierte Polypen ohne Mund oder Tentakel, die aber dicht mit Nesselzellen besetzt sind und nur der Verteidigung dienen. Sie heißen je nach Taxon-Zugehörigkeit Dactylozooide oder Nematophoren.
Lokalisiert kommen Nesselzellen bei allen Nesseltieren auch in der Innenhaut, der Gastrodermis vor. Sie dienen dort dazu, verschlungene, aber noch nicht gänzlich abgetötete Beute während des Verdauungsprozesses in gelähmtem Zustand zu erhalten.
Manche Nesseltiere verfügen über bis zu sechs Millionen Nesselzellen, die in über 1000 Batterien angeordnet sind.

## Aufbau

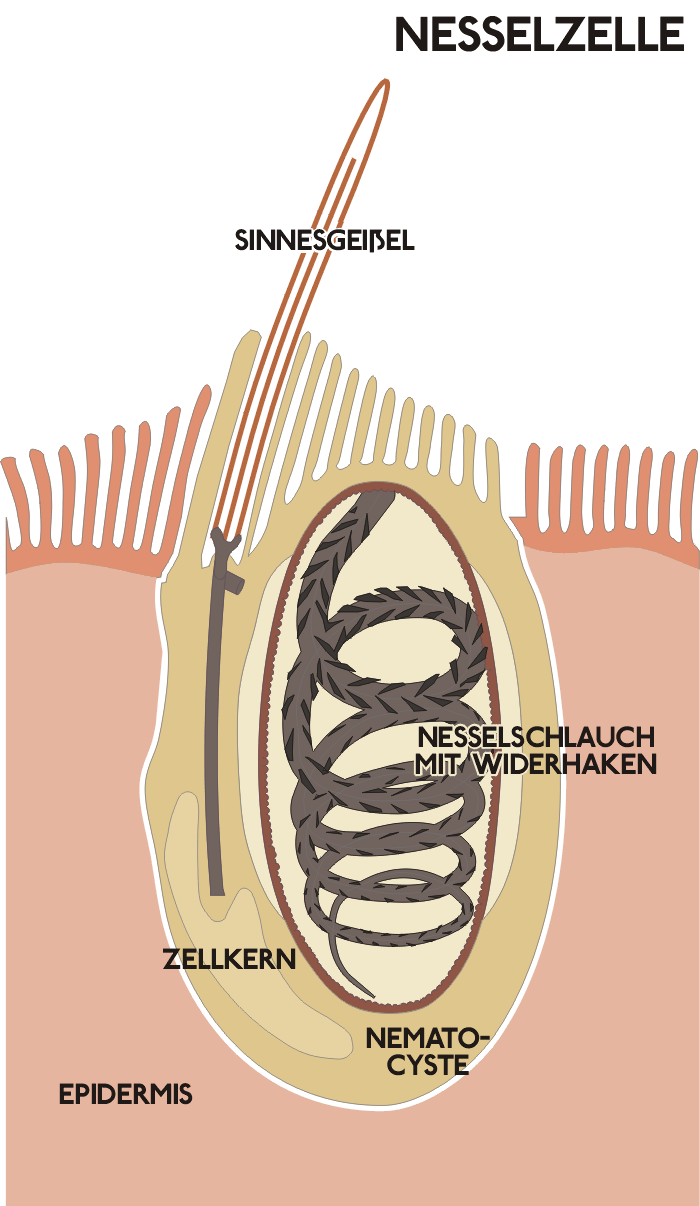
Ursprüngliche Nesselzelle im unentladenen Zustand

Nesselzellen enthalten als Hauptbestandteil eine Nesselkapsel oder Nematocyste, die fast den gesamten Zellraum einnimmt. Sie ist von einer Kapselhülle umgeben, die durch eine zusätzliche Kollagenschicht versteift ist. Der Zellkern sowie andere Zellkompartimente liegen am Rand der Zelle zwischen dieser Kapsel und der Zellmembran. Die Kapsel selbst enthält einen mehr oder weniger aufgewickelten und 5 bis 100 Mikrometer langen Nesselschlauch, der als Einbuchtung (Invagination) der Kapselmembran anzusehen ist und abhängig vom Typ der Zelle mit unterschiedlichen Strukturen wie Stiletten, Stacheln oder Klebeelementen ausgestattet ist. Die Nesselzelle ist flüssigkeitsgefüllt und enthält einzelne Aminosäuren, einige Proteine, oft mit Giftwirkung, sowie in hoher Konzentration saure Peptide wie γ-Polyglutaminsäure.
Am oberen, der Außenwelt zugerichteten Ende besitzt die Zelle einen Rezeptorpol, der auf mechanische Reize reagiert (Mechanorezeptor). Bei den Blumentieren (Anthozoa) findet man als Rezeptor den wahrscheinlich ursprünglicheren Typ. Er besteht aus einer normalen Sinnesgeißel, der Cilie, mit zugehörigem Basalkörper und Cilienwurzel sowie einem akzessorischen Zentriol. Dieser Grundaufbau entspricht dem einer Reihe anderer Mechanorezeptoren wie etwa den Hautsensoren verschiedenster Tiergruppen oder auch den Rezeptoren im Innenohr der Wirbeltiere. Die anderen Taxa der Nesseltiere besitzen demgegenüber ein so genanntes Cnidocil, welches aus einer speziell umgewandelten, versteiften Cilie mit darum angeordneten Mikrovilli (Stereocilien) besteht. Einen Basalkörper besitzt auch diese Struktur, die Wurzel und das akzessorische Zentriol fehlen.
Die Nesselzelle ist eingebettet in die äußere Zellschicht der Nesseltiere, die Epidermis, wobei immer mehrere Nesselzellen mit einer Epithelmuskelzelle verbunden sind. An den Kontaktstellen verlaufen in beiden Zellen vertikal zu der Zelloberfläche feine, aus Proteinen bestehende Röhrchen, die Mikrotubuli, die offensichtlich eine mechanische Verbindung der beiden Zelltypen darstellen. In diesem Zellkomplex enden außerdem Nervenzellen, deren Enden Vesikel mit chemischen Neurotransmittern enthalten können. Sowohl der Epithelmuskelzelle als auch der Nervenendigung kommt wahrscheinlich eine Funktion bei der Aktivierung der Nesselzelle zu: Lange Zeit wurde angenommen, Nesselzellen seien autonome Systeme, die auf einen entsprechenden Reiz aus der Umgebung unabhängig von allen anderen Zellen die Entladung auslösen. Aus diesem Grunde wurden sie auch als unabhängige Rezeptor-Effektoren bezeichnet, um darauf hinzuweisen, dass sie sowohl Reize aus der Umgebung empfangen (Rezeptor-Funktion) als auch nachfolgend eine entsprechende Aktion auslösen (Effektor-Funktion). Dagegen gilt es heute als sehr wahrscheinlich, dass die Auslösung der Zelle durch umfangreichere Rezeptor-Effektor-Komplexe gesteuert wird, in welche die individuelle Nesselzelle zwar eingebettet ist, zu der aber auch noch weitere Hilfszellen und eventuell sensorische Nervenzellen gehören.

## Funktion

Bildung und Entladung der Nesselkapsel

Die Funktion der Nesselkapsel ist es, den darin enthaltenen Nesselschlauch auszuschleudern. Einige Kapseltypen (z. B. Volventen) bilden einen klebrigen Wickelschlauch, der innerhalb mehrerer Sekunden ausgestoßen wird. Andere Kapseltypen (z. B. Penetranten) bilden zusätzlich zum Nesselschlauch ein Stilett aus, das extrem schnell ausgestoßen wird und ein Loch in die Körperwand der Beute schlägt. Durch dieses Loch wird dann der Nesselschlauch ausgestülpt und das Nesselgift in die Beute injiziert (Abb.). Die beiden Vorgänge laufen auf sehr verschiedenen Zeitskalen ab. Das Stilett wird extrem schnell ausgestoßen, um beim Aufprall auch eine harte Schale punktieren zu können. Messungen an der Nesselzelle einer Hydra mit einer Zeitauflösung von 700 Nanosekunden (1,4 Millionen Bilder pro Sekunde) ergaben für die Dauer des Ausstoßens ein bis zwei Bilder (nicht in allen Sequenzen war ein Zwischenzustand abgebildet). Zusammen mit der beobachteten Distanz von 13 Mikrometern ergibt sich eine mittlere Geschwindigkeit 9,3 bis 18,6 Metern pro Sekunde – die maximale muss größer sein – und entsprechend ein Minimalwert der Beschleunigung von 1,4 bis 5,4 Millionen g. Die Autoren fanden eine breite Verteilung der Latenzzeit (von der Reizung bis zur Entladung) von einigen Zehntel Millisekunden, abhängig von der Ca2+-Konzentration.
Es bestand die Vorstellung, dass allein ein hoher osmotischer Innendruck von ca. 140 bar in Kombination mit elastischen Kollagen-artigen Proteinen die schnelle Entladung und die hohe Durchschlagskraft bewirke. Der Druck sollte durch die in der Kapsel (der Penetrante von Hydra) nachgewiesene γ-Polyglutaminsäure (ca. 20 Untereinheiten pro Molekül) erzeugt werden. Messungen ergaben im Inneren der Kapsel jedoch einen sehr niedrigen Ruhe-pH-Wert. Bei diesem pH-Wert ist die γ-Polyglutaminsäure nicht dissoziiert, sie bildet über Wasserstoffbrücken Aggregate und trägt in diesem Zustand kaum zum osmotischen Wert bei. In der schussbereiten Kapsel gibt es also wahrscheinlich keinen Überdruck. Als elastisches Protein wurde Cnidoin identifiziert und charakterisiert.

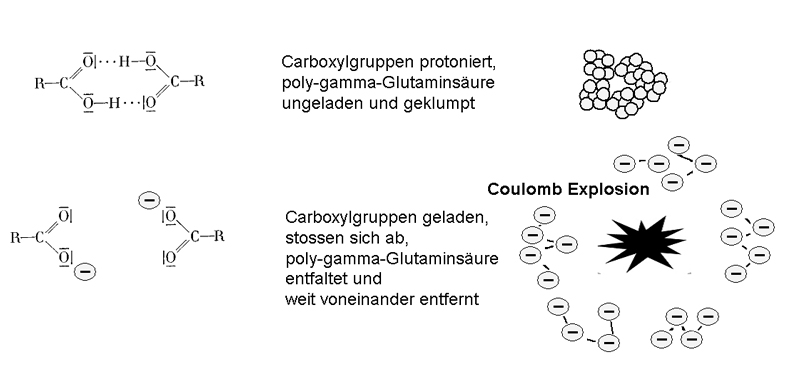
Coulombexplosion

Die Autoren vertreten die Ansicht, dass die extrem schnelle Entladung z. B. der Stenothelen durch eine Art Coulombexplosion hervorgerufen wird. Das Auslösen der Entladung lässt den Protonengradienten zum Zytoplasma der Nesselzelle zusammenbrechen. Die sehr beweglichen Oxonium-Ionen (protonierte Wassermoleküle) verlassen daraufhin die Kapsel. Dadurch sind die Säuregruppen der γ-Polyglutaminsäure gleichzeitig und schlagartig geladen, sie stoßen sich ab. Dies soll direkt zum Aufsprengen des Kapseldeckels und zum schnellen Ausstoßen des Stiletts führen, ohne osmotischen Beitrag.

## Aktivierungssteuerung
Sobald die Nesselkapsel entladen ist, degeneriert die Nesselzelle, stirbt ab und wird innerhalb von 48 Stunden ersetzt. Der Hydrozoen-Polyp Hydra littoralis verliert auf diese Weise beim Fang eines Salinenkrebses (Artemia salina) etwa ein Viertel seiner auf den Tentakeln sitzenden Nesselzellen. Um unnötige Nesselzellverluste, etwa bei der Berührung durch harmlose Gegenstände zu vermeiden, besitzen Nesseltiere daher verschiedene Anpassungen. Zum einen sind meist zwei voneinander unabhängige Reizungen, zum Beispiel mechanischer und chemischer Art, notwendig, um ein großflächiges Entladen von Nesselzellen auszulösen. Eine geringe Zahl „feuert“ allerdings schon bei kleinsten Berührungen, während chemische Reizung allein grundsätzlich nicht zur Auslösung führt. Die mechanischen Rezeptoren reagieren darüber hinaus auf die Schwingungsfrequenzen und -amplituden, mit denen sich die Gliedmaßen ihrer Beutetiere bewegen, besonders empfindlich. Die Gegenwart spezieller Aminosäuren und Zucker oder kleiner Peptide wie Glutathion, die auf schleimige Absonderungen von Beute oder Fressfeinden hinweisen könnten, setzt die Auslöseschwelle ebenfalls herab.
Es gibt Hinweise darauf, dass beide Informationen integriert werden: Ein für bestimmte Beutetiere charakteristischer chemischer Reiz stellt also die mechanischen Rezeptoren auf die Wahrnehmung einer dazu passenden Schwingungsfrequenz ein. So liegt die normale Auslösefrequenz bei Süßwasserpolypen der Gattung Hydra zwischen 50 und 75 Hertz, in zuckerhaltiger Lösung dagegen bei nur 5 bis 30 Hertz, in Gegenwart großer Mengen der Aminosäure Prolin wiederum bei 90 bis 100 Hertz. Diese Daten werden etwa wie folgt gedeutet:
Kleinere Beutetiere wie etwa Krebstiere aus dem Plankton mit ihren schleimigen Absonderungen geben immer auch kleinere Mengen an Zuckern an ihre Umgebung ab. Diese setzen zunächst die Reizschwelle der Nesselzellen herab, so dass es bei mechanischer Berührung zu einem Entladen zahlreicher Zellen in das Beutetier kommt. Verwundet setzt dieses aus der Wunde zusätzliche Zucker und kleinere Peptide frei und beginnt gleichzeitig mit heftigen Strampelbewegungen, die ihre höchste Amplitude im niederfrequenten Bereich bei weniger als 30 Hertz aufweisen. Da dies dem Auslöseprofil in der Gegenwart von Zuckern entspricht, entladen sich daraufhin weitere Nesselzellbatterien in die Beute. Diese ist nun stark verwundet; aus der Körperhöhlung treten verstärkt Aminosäuren wie Prolin aus. Dies wiederum erhöht die Auslösefrequenz der Nesselzellen nun auf so hohe Werte, dass sie außerhalb des Bewegungsspektrums der Beute liegt – mit der Folge, dass keine weiteren Nesselzellen mehr entladen werden. Der Einsatz von Nesselzellen ist also ökonomisch auf frische und verwundete, aber noch kämpfende Beutetiere beschränkt.
Nicht zuletzt hängt die Empfindlichkeit der Nesselzellen auch vom Ernährungszustand ihrer Träger ab; es ist bekannt, dass die Auslöseschwelle bei ausgehungerten Tieren erheblich reduziert ist; diese Information wird vermutlich durch das Nervensystem vermittelt.

## Bildung
Die Nesselzellen bilden sich aus den interstitiellen Zellen (I-Zellen) an der Basis der Epidermis. Dabei handelt es sich um embryonal angelegte Zellen, die sich in alle Zelltypen der Nesseltiere mit Ausnahme der Keimzellen und der Epithelzellen entwickeln können. Die I-Zellen teilen sich, und die Bildung der Nesselzellen, deren Bildungszellen dann als Cnido- oder Nematoblasten bezeichnet werden, beginnt mit einer räumlichen Vergrößerung des Golgi-Apparates und des rauen endoplasmatischen Reticulums in der interstitiellen Zelle. In diesen Zellkompartimenten wird das Material für die spätere Nesselkapsel gebildet, die zunächst als homogene Matrix erscheint und durch Verschmelzung mit Vesikeln des Golgi-Apparates an Größe zunimmt. Dabei handelt es sich also strenggenommen um ein Sekretionsprodukt der sich bildenden Nesselzelle. Offensichtlich als Transportstrukturen für die Vesikel bilden sich Microtubuli zwischen dem Golgi-Apparat und der Matrix.
In der Matrix bildet sich ein randlicher Bezirk aus, der die spätere Kapsel bildet, sowie ein zentraler Bereich, in dem sich (abhängig vom Nesselzelltyp) Stilette, oder andere Strukturen herausbilden. Auch der Nesselfaden bildet sich im Inneren der Zelle. Am oberen Rand der Kapsel setzt sich ein Deckel (Operculum) gegenüber der Restkapsel ab. Zum Abschluss der Nesselzellenbildung wird die Größe des Golgi-Apparates wieder reduziert und das Endoplasmatische Reticulum zerfällt in freie Ribosomen und einzelne Vesikel. Die Zelle wandert nun an ihre endgültige Position innerhalb der Epidermis und der Binnendruck der Kapsel wird aufgebaut. Die Bildung dieser Zellen ist irreversibel.

## Typen
Insgesamt sind bis heute etwa 30 verschiedene morphologische Haupttypen von Nesselzellen bekannt, die bei unterschiedlichen Vertretern der Nesseltiere gefunden wurden und somit für die systematische Einordnung der Tiere eine große Rolle spielen. Allerdings gibt es bisher kein einheitliches System der Benennung bzw. keines der Benennungssysteme ist einheitlich anerkannt. Durch weitere kleinere Unterschiede lassen sich die etwa 30 Haupttypen wiederum in etwa 50 bis 60 Kapselformen unterteilen. Dabei sind manche Haupttypen auf bestimmte Großgruppen beschränkt. Bei einer Art kommen in der Regel mehrere Typen gleichzeitig vor. So besitzen etwa die Süßwasserpolypen der Gattung Hydra vier verschiedene Nesselzelltypen. Die Gesamtheit der Nesselzellen einer Art, also die Anordnung und Verteilung der Nesselzellen sowie die grundsätzlichen Nesselzellentypen und deren Verteilung über den Körper wird als Cnidom bezeichnet.
Unterschieden werden zunächst drei verschiedene Grundtypen von Nesselkapseln i. w. S., die als Nematocysten im engeren Sinne, Spirocysten und Ptychocysten bezeichnet werden. Die im Folgenden vorgestellten Begriffe sind häufig auch Synonyme bzw. kann in unterschiedlichen Benennungssysteme derselbe Typ unterschiedlich benannt sein.
Am besten erforscht sind bisher die Nematocysten; hier lassen sich zwei Gruppen aufgrund des Aufbaus des Nesselschlauches unterscheiden:
- Die Astomocniden besitzen am Ende des Nesselschlauches keine Öffnung. In diese Gruppe gehören die
  - Desmonemen oder Volventen (Wickelkapseln), die einen langen, in der Kapsel aufgewickelten Faden besitzen, mit dem Beutetiere oder Teile derselben umwickelt und festgehalten werden.
  - Auch die Rhopalonemen mit einem keulig endenden Schlauch werden dieser Gruppe zugeordnet.
- Bei den Stomocniden ist immer eine Öffnung am Ende des Nesselfadens vorhanden. In diese Gruppe gehören
  - die Haplonemen mit einem gleichmäßig aufgebauten Schlauch inklusive der Glutinanten (Klebkapseln), die etwa bei Hydra als Haftkapseln auch die Fortbewegung unterstützen. In ihrer Wirkungsweise haben diese Kapseln große Ähnlichkeit mit den Collocyten der Rippenquallen (Ctenophora), die jedoch in ihrer Entstehung und in ihrem Aufbau nichts mit den Nesselzellen gemein haben. Die größte Gruppe der Stomocniden bilden die
  - Heteronemen, deren Nesselschlauch sich in einen Schaft und einen Faden unterteilen lässt. Dabei werden wiederum verschiedene Untertypen unterschieden wie etwa
    - die Rhabdoide mit einem gleichmäßig dicken Schaft,
    - die Rhopaloide besitzen einen Schaft mit ungleichem Durchmesser. Dazu gehören die
      - die Eurytelen mit einem keulenförmig erweiterten Schaft,
      - die Birhopaloide, mit zwei Anschwellungen und regulär angeordneten Dornen, und die
      - Trirhopaloide, mit drei Anschwellungen, die mittlere Anschwellung ist mit Dornen besetzt. Im Prinzip gehören zu dieser Großgruppe auch die Stenotelen und Tumitelen.

    - die Mastigophoren. Es werden B- und P-Mastigophoren unterschieden. Bei den B-Mastigophoren geht der Schaft allmählich in den Schlauch über, während bei den P-Mastigophoren der Schlauch etwas abrupt am Schaft ansetzt (jeweils gut sichtbar, nachdem die Zelle explodiert ist). P-Mastigophoren können im nicht-ausgelösten Zustand durch eine ausgeprägte, v-förmige Einbuchtung am distalen Ende des Schafts erkannt werden. Die P-Mastigophoren werden häufig noch in vier weitere Typen untergliedert, die mit den römischen Zahlzeichen I bis IV bezeichnet werden. Typ I: alle Dornen sind im rechten Winkel zur Kapsellängsachse angeordnet, Typ II: alle Dornen zeigen zur Kapsel, Typ III: kürzere Dornen zeigen zur Kapsel, längere Dornen nach vorne, Typ IV: alle Dornen sind lang und zeigen von der Kapsel weg
    - Isorhizen. eine Nesselzelle ohne klar erkennbaren Schaft, d. h. der Schlauch hat über seine gesamte Länge ungefähr die gleiche Dicke, oder wird nur am distalen Ende etwas dünner. Nesselzellen mit einem Schlauch, der am unteren Ende etwas dicker ist, werden als Anisorhizen bezeichnet.
    - die komplex aufgebauten Stenotelen, auch Penetranten oder Durchschlagskapseln, mit einem aus drei Dornen aufgebauten Stilettapparat. Sie enthalten in der Kapsel außerdem hochwirksame Nesselgifte, mit denen die Tiere ihre Opfer lähmen oder töten können.
    - Tumitelen sind durch einen median etwas dickeren Schaft charakterisiert; die Anschwellung trägt Dornen. Die meisten Bearbeiter erkennen diesen Typ nicht an, sondern fassen ihn mit den Eurytelen zusammen. Durch die nach hinten zeigenden Dornen besitzen sie eine gewisse Ähnlichkeit mit P-Mastigophoren.
    - Eurytelen sind durch eine einzige Anschwellung am distalen Ende des Schafts charakterisiert (sie gehören auch zu den Rhopaloiden). Sie kommen bei allen Nesseltierklassen vor, mit Ausnahme der Blumentiere (Anthozoa).

Zur weiteren Charakterisierung werden häufig Adjektive vor die verschiedenen Typen gesetzt.
- heterotrich/holotrich/homotrich/basitrich/atrich: diese Begriffe bezeichnen den unterschiedlichen Besatz des Nesselschlauches mit Dornen (atrich = völlig ohne Dornen, homotrich = durchgehend mit gleichen Dornen besetzt, holotrich = durchgehend mit Dornen besetzt, heterotrich = mit unterschiedlichen Dornen besetzt, basitrich = Dornen nur an der Basis des Schlauchs)
- makrobasisch/mikrobasisch: bezieht sich auf die Länge des Schafts bei einer ausgelösten Nesselkapsel. Traditionell wurde mikrobasisch so definiert, wenn der Schaft das dreifache (oder weniger) der Länge der Kapsel hat, während mit makrobasisch die vierfache (oder mehr) Länge des Schaftes bezeichnet wird. In neueren Arbeiten werden die Begriffe in einem etwas vereinfachten Sinn gebraucht; mikrobasisch = der Schaft passt in die ausgelöste Kapsel ohne sich zu verwinden oder zu falten, makrobasisch = der Schaft ist für die Kapsel zu lang und faltet oder verdreht sich.

Der zweite Grundtyp von Nesselkapseln sind die Spirocysten, die sich nur bei den Blumentieren (Anthozoa) finden. Sie besitzen im Gegensatz zu den Nematocysten nur eine dünne Kapselwand. Der Nesselschlauch ist wie eine Spiralfeder aufgerollt und nicht mit Dornen besetzt, sondern trägt stattdessen seitlich feine Klebefädchen. Cilien oder Cnidocile als Auslösemechanismus kommen bei den Spirocysten nicht vor.
Ptychocysten schließlich, die man nur bei Zylinderrosen (Ceriantharia) findet, sind stark abgewandelte Nesselkapseln, die nicht der Verteidigung dienen. Der klebrige Nesselschlauch ist hier nicht spiralig, sondern zickzackförmig zusammengefaltet, trägt aber anders als bei den Spirocysten keine Seitenfäden. Durch Cilien ausgelöst verfilzen sich die klebrigen Fasern und bilden so eine feste, feingewebte Hülle um den Polypen, die als Schutz und Wohnröhre dient.

## Nesselgifte
Bei den Nesselgiften der Nesseltiere handelt es sich zum einen um Tiergifte, die auf das Nervensystem toxisch wirken, also den Neurotoxinen zugeordnet werden. Sie führen zu einer Blockade des Natrium-Ionen-Transportes an der Zellmembran der Nerven und verhindern damit die Bildung von Aktionspotentialen. Das Resultat sind Lähmungen.
In Herzmuskelzellen kann ein anderer Effekt entstehen. Hier werden Kalzium-Ionen freigesetzt, wobei Krämpfe bis hin zum Herzversagen sowie ein Ausfall des gesamten Herz-Kreislaufsystems die Folge sein können. Gifte, die auf diese Weise wirken, bezeichnet man als Cardiotoxine.
Neben den Neurotoxinen finden sich im Nesselgift auch Toxine, die eine abbauende Wirkung auf Proteine oder eine blutzersetzende Wirkung haben und als Enzyme eine externe Verdauung der Beute einleiten.

## Nesselzellen und der Mensch

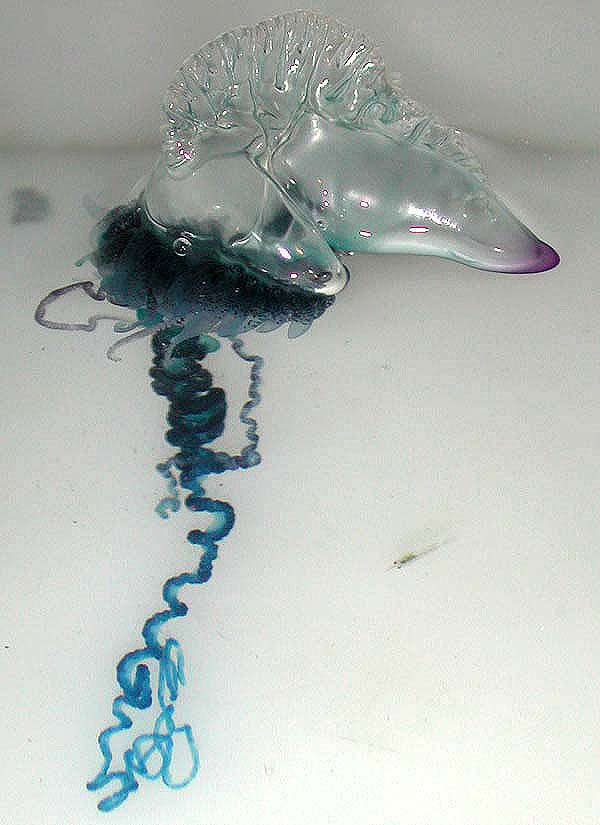
Die Portugiesische Galeere kann auch Menschen gefährlich werden

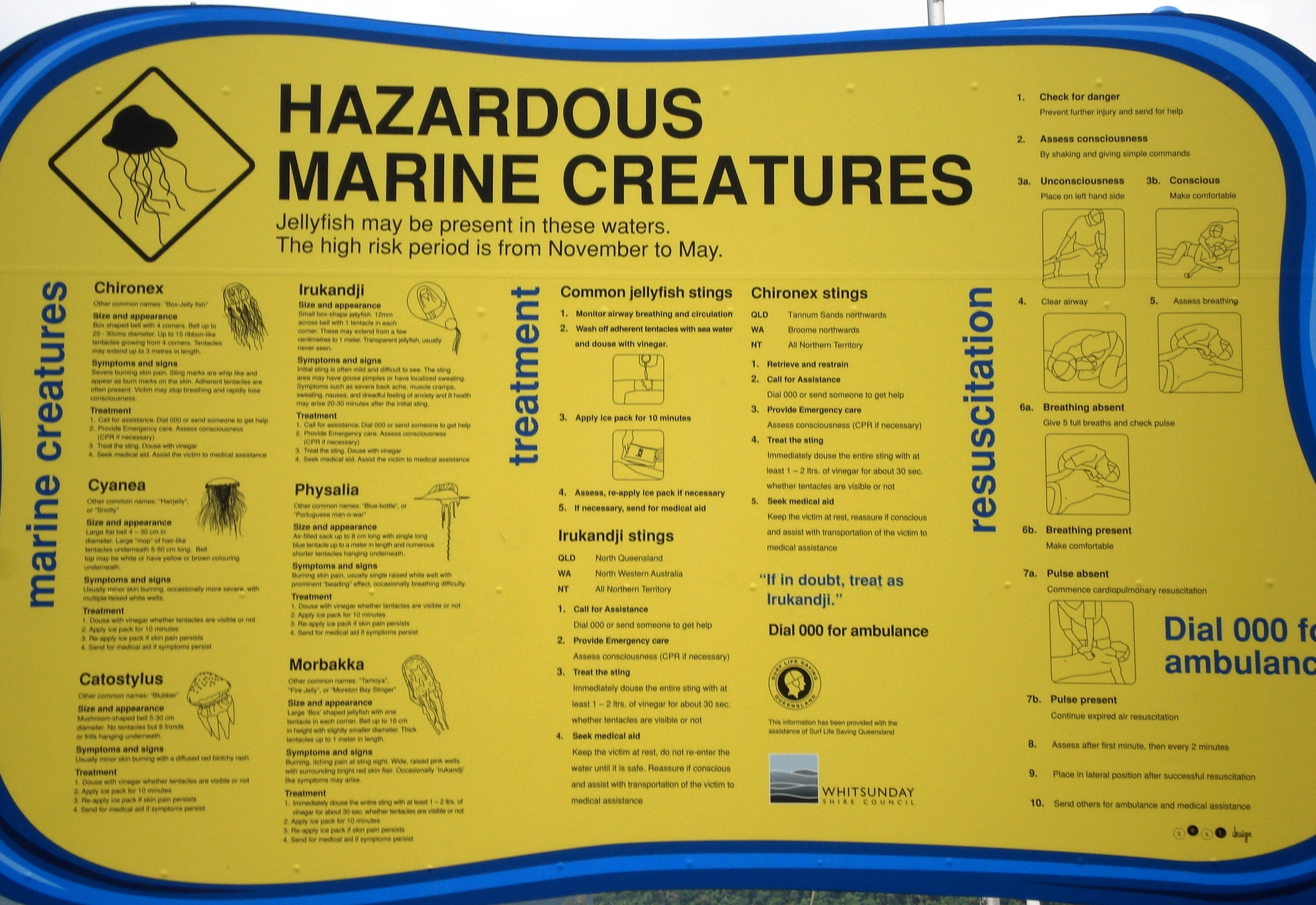
Informationstafel zu giftigen Quallen (z. B. Chironex fleckeri, Carukia barnesi, Morbakka fenneri, Physalia physalis) und der Behandlung

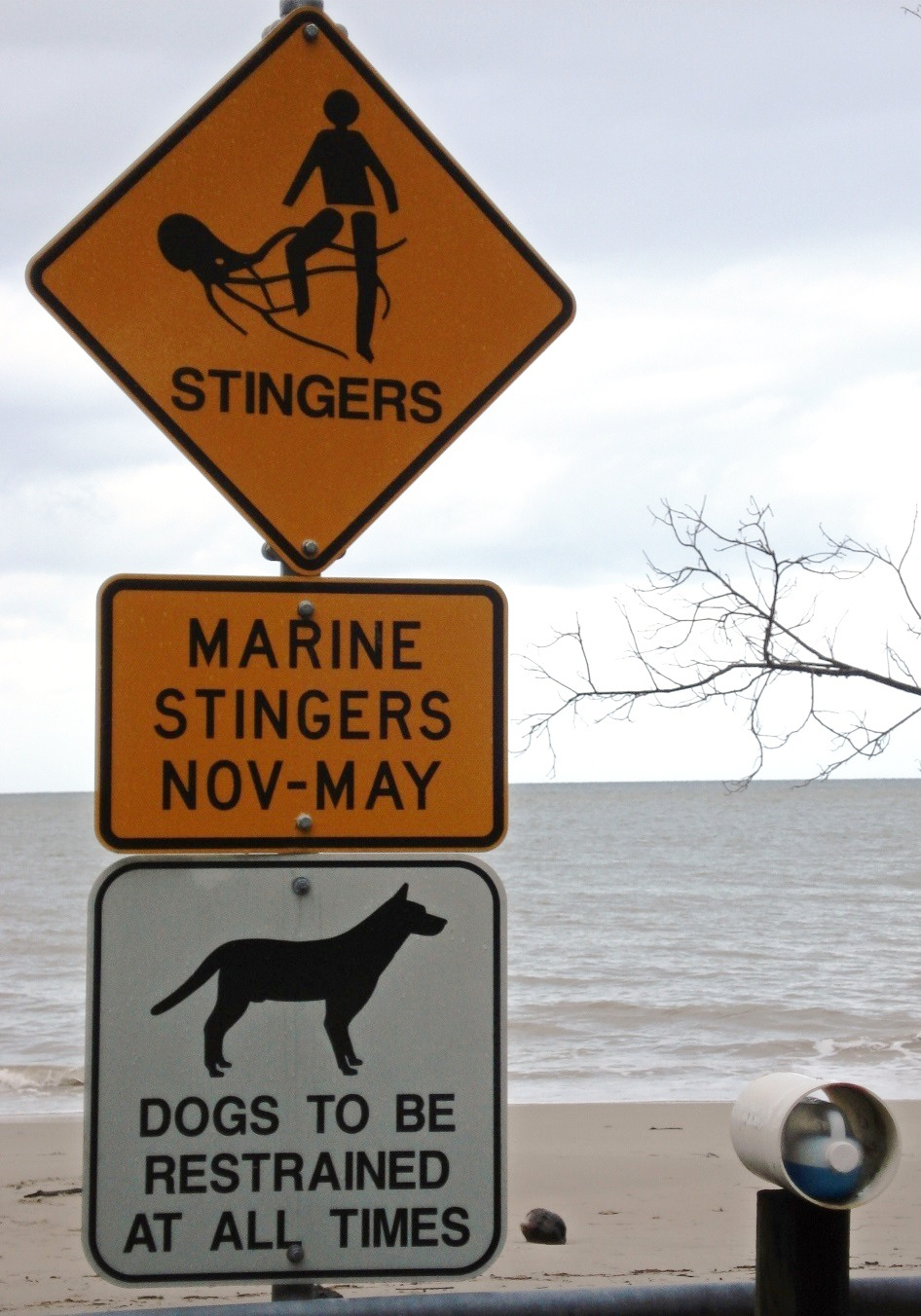
Warnschild vor Quallen "Marine Stingers" im Wasser (in Queensland / Australien) – rechts daneben (im Rohr) liegt Essig zur Erst-Behandlung bereit

Die meisten Nesselgifte rufen beim Menschen Hautreizungen oder leichtere Verbrennungen hervor. Ernsthaftere Verbrennungen, Nekrosen und tiefe Wunden in der Haut kommen relativ selten vor. Der Kontakt mit den Nesselzellen einiger Arten wie der Portugiesischen Galeere (Physalia physalis) oder der zu den allgemein hochgefährlichen Würfelquallen zählenden Seewespen (Chironex fleckeri und Chiropsalmus quadrigatus) kann jedoch tödlich verlaufen; ihr Gift ist wirksamer als Kobratoxin. So sterben in Australien jedes Jahr mehr Menschen durch Seewespen als durch Hai-Angriffe. Der Tod tritt meist innerhalb von Minuten ein und wird durch die Einwirkung der Toxine auf das Herz-Kreislauf-System herbeigeführt. Inwiefern sich die Wirkung für die Herstellung von Medikamenten zur Steigerung der Pumpkraft bei Patienten mit Herzinsuffizienz nutzen lässt, wird noch erforscht.
Bei Vergiftungen durch Nesselgifte der Seewespen werden Spülungen mit Essig oder Soda empfohlen, da Nesselzellen sowohl in saurem als auch in basischem Milieu kaum auslösen. In Notsituationen kann auch der saure pH-Wert menschlichen Urins genutzt werden. Auf eine Spülung mit Cola und anderen Limonaden sollte trotz des niedrigen pH-Wertes dennoch verzichtet werden, da Nesselzellen in zuckerhaltiger Lösung häufiger auslösen.

## Kleptocniden
Obwohl die Nesseltiere die einzigen Tiere sind, die selbst Nesselzellen ausbilden, kann man sie auch bei einigen anderen Meerestieren finden. Dies ist dann der Fall, wenn sich die Tiere von den Polypen oder Medusen der Nesseltiere ernähren und Mechanismen entwickelt haben, die Nesselzellen aufzunehmen. Nesselzellen werden dann nicht verdaut, sondern in die eigene Epidermis eingelagert und dienen dort nun dem Schutz der Tiere vor Fressfeinden oder dem Beutefang. Nesselzellen, die auf diese Weise bei Nicht-Nesseltieren vorkommen, werden als Kleptocniden, also „geklaute Nesselzellen“, bezeichnet.
Eine neue Vorstellung (s. oben Abschnitt 'Funktion der Nesselzellen') liefert eine Erklärung: Für die Bildung und die Funktion der Nesselkapsel ist eine Ansäuerung der Kapselmatrix von zentraler Bedeutung. Fadenschnecken, Strudelwürmer der Ordnung Macrostomida und Rippenquallen der Gattung Haeckelia, die Nesseltiere fressen, versuchen auch die (unfertigen) Nesselkapseln zu verdauen. Dabei werden die Kapseln angesäuert und so gewissermaßen „unfreiwillig“ abschussbereit gemacht. Die Ansäuerung der Nesselkapseln wurde 2012 bei der Schnecke Aeolidiella gezeigt. Wie diese Kapseln an den Abschussort gelangen, ist ungeklärt.
Die bei den Rippenquallen der Gattung Haeckelia gefundenen Nesselkapseln führten zu der Annahme einer nahen Verwandtschaft des Taxons der Rippenquallen mit den Nesseltieren, bis die Herkunft der Kapseln in Haeckelia aus gefressenen Nesseltieren entdeckt wurde.

## Stammesgeschichtlicher Ursprung der Nesselzellen
Die Herkunft der Nesselzellen ist bis heute unbekannt. Vorgeschlagen wurde ein symbiogenetischer Ursprung, also eine symbiotische Beziehung zweier Partner, bei der beide schließlich ihre Eigenidentität verloren haben.
Demnach wäre ein einfach gebautes Gewebetier, etwa nach Art von Trichoplax adhaerens eine Symbiose mit einem Protisten-Partner, etwa aus den Reihen der (heute) parasitischen Sporozoen oder der Microsporidia eingegangen, der bereits über eine cnidenähnliche Struktur verfügte. Solange dies die evolutionäre Fitness beider Partner erhöht hätte, könnte sich durch Koevolution eine immer engere Beziehung ausgebildet haben, die schließlich zur Verschmelzung zweier verschiedener Stammlinien und zur Integration der genetischen Information in einem Zellkern geführt hätte.
Dieses Szenario ist aber hochgradig spekulativ. Zu seiner Begründung werden die folgenden Beobachtungen angeführt:
- Zwischen den gewöhnlichen Epithel-Zellen und den interstitiellen Zellen (I-Zellen), aus denen die Nesselzellen hervorgehen, bestehen große Unterschiede in Hinblick auf Morphologie, Zelldifferenzierung und Zellteilung, so dass von zwei Zellpopulationen gesprochen werden kann, die sich einen gemeinsamen Körper teilen.
- Die Zellpopulationen können getrennt voneinander existieren: Während I-Zellen im Reagenzglas unter bestimmten Bedingungen außerhalb ihrer normalen zellulären Umgebung existieren können, sind Hydra-Polypen wie auch ihre Planula-Larven, denen man sämtliche I-Zellen und deren Differenzierungsprodukte wie Nesselzellen entnommen hat, lebensfähig, solange sie mit Nährstoffen versorgt werden. Auch Zellteilungen finden weiterhin statt.
- Bei der Rekombination beider Zelltypen durch "Impfung" der auf epitheliale Zellen reduzierten Tiere mit I-Zellen bildet sich wieder ein intakter Polyp heraus.
- Die Vorgängerzellen der Nesselzellen, die Cnidoblasten, zeigen eine Form der Zellteilung, die der Merogonie parasitischer Protisten ähnelt.
- Zahlreiche Symbiosen von Nesseltieren mit Protisten, in erster Linie diversen Algen, sind bekannt.

Dennoch ist das vorstehende Modell lediglich als ein mögliches Szenario zu verstehen – die tatsächliche Entstehung der Nesselzellen muss bis auf weiteres als ungeklärt gelten.
Eine neue Vorstellung (s. oben, Abschnitt "Funktion der Nesselzellen") liefert auch Erklärungen für die Entstehung der Nesselkapseln. Nach dem neuen Modell ist für die Bildung und die Funktion der Kapsel eine Ansäuerung der Kapselmatrix von zentraler Bedeutung. Vermutet wird daher, dass die Nesselkapseln ihren Ursprung in Lysosomen oder ähnlichen Zellorganellen haben. Allerdings muss in der Kapsel ein pH-Wert erreicht werden, der niedriger ist als der in Lysosomen.